# نورث بارو
نورث بارو (به انگلیسی: North Barrow) یک روستا و محله مدنی در بریتانیا است که در سامرست جنوبی واقع شده‌است. نورث بارو ۱۴۲ نفر جمعیت دارد.